# 나카토미정
나카토미정(中富町)은 야마나시현 미나미코마군에 설치되었던 정이다. 현재의 미노부정에 해당한다.
고대 율령제 하에서는 고마군 가와이항에 속해 있었으며 여인숙 마을로 알려졌었다.
2004년 9월 13일에 미나미코마군 미노부정, 니시야쓰시로군 시모부정과 합병해, 새로운 미노부정이 발족함에 따라 소멸했다.

### 역사
헤이안시대 후기에는 가이겐씨 일족이 고후분지 각지에 토착해 세력을 가지지만, 야쓰카이치바에는 가이겐씨의 시조인 미나모토 요시미쓰를 개조한 대성사가 있다. 가와치 지방에는 난부씨의 일족이 진출하지만, 정역에 세력이 미친 카이겐씨의 일족은 확인되고 있지 않다.남북조시대인 1371년 10월 15일자 시부야 시게토조에 따르면 니시지마는 사쓰마국 이리키인을 영위한 이리키인과 시조가 된 시부야 시게토의 영지였고 이후 15세기 말까지 시부야씨의 영지였다.
근세에는 20개 촌이 성립하여 18개 촌이 고마군 니시카와치령에 속하고 시모타와라 촌과 미야키 촌은 야쓰시로군 히가시카와치령에 속했다. 처음 전체 촌이 막부 직할령으로 1704년에는 시모타와라와 미야키를 제외한 18개 촌이 고후 번령이 된다. 724년에는 가이 일국의 막령화에 따라 마을 전체가 다시 막령이 되어 가이이다 대관 지배가 된다.가미이다 대관소 폐지 후에는 고후 대관의 예지배를 거쳐 1794년에는 이치카와 대관에게 지배가 된적이 있었다.
- 1954년 8월 17일 - 니시지마촌, 오스나리촌, 시즈카와촌, 아케보노촌이 합병해 성립하였다.
- 1955년 8월 1일 - 하라촌을 편입하였다.
- 2004년 9월 13일 - 미노부정, 시모베정이 합병해 미노부 정이 성립하였다. 동일 나카토미정은 폐지되었다.